# 映梨那
映梨那（えりな、1993年2月8日 - ）は、日本の女優、ダンサー。Flower、E-girlsの元メンバー。旧名、水野 絵梨奈（みずの えりな）。

## 略歴
4歳からバレエを習い、2005年からダンスを始めた。14歳の時に本格的に女優業を開始する。
EXPG東京校出身。VAW栄光ハイスクール卒業。
2010年4月1日からFlowerとして始動し、2011年4月からE-girlsとしても始動。
2013年10月18日、個人活動に専念するため、FlowerおよびE-girlsを脱退したことを発表。
2015年 - 2016年、ニューヨークに留学。
2020年 - 2021年、D.LEAGUEのチームBenefit one MONOLIZのリーダーを務めた。
2024年12月31日をもって約17年所属したLDHを退社。2025年に本名から映梨那へ改名。

## 人物
2023年9月19日、ダブルダッチプレイヤーの福田達也との結婚を発表した。
改名のきっかけは、母親からの提案で姓名判断をしたことだったという。「正直、信心深い方ではない私は半信半疑でしたが 名前だけなのに成功した時期や、低迷した時期、更には怪我の事や、人間関係 私のこれまで心身が不安定な時期を言い当てられたりして 今までの人生を見られていたのかと思うほどで相当びっくりしたのを覚えております。そんな先生にご相談してできたのがこの映梨那という名前になります」と説明した。

## 出演

### 舞台
- 心は孤独なアトム（2003年）
- CROWN 眠らない、夜の果てに…（2008年5月） - シュエメイ 役
- エブリリトルシング（2008年7月） - 菜々美 役
  - エブリリトルシング '09（2009年8月）
- SAMURAI 7（2008年11月） - キララ 役
  - SAMURAI 7（2010年11月 - 12月）
- 恋と革命（2009年1月 - 2月） - 朱音 役
- Words〜約束/裏切り〜すべて、失われしもののため…（2009年10月 - 11月） - ミリ 役
- DANCE EARTH〜願い〜（2010年5月）[11]
  - Changes（2014年5月） - 宇受 役[12]
- 広島に原爆を落とす日（2013年12月） - 重宗夏枝 役[13]
- アラタ〜ALATA〜（2017年7月 - 12月） - こころ 役[14]
- 桃山ビート・トライブ（2017年11月 - 12月） - ちほ 役
  - 桃山ビート・トライブ 〜再び、傾かん〜（2019年6月 - 7月）
- Super Eccentric Girls「華-HANA-」（2021年12月）
- BOOK ACT 2022 NEW YEAR SPECIAL「ヒーローよ 安らかに眠れ」（2022年1月）[15]
- 修羅雪姫-復活祭50th- 修羅雪と八人の悪党（2022年3月）[16]
- BOOK ACT 2023 NEW YEAR SPECIAL「さくら舞う頃、君を想う」（2023年1月）[17]
- どうか妹だけは助けてください（2023年2月）
- LIAR GAME murder mystery（2023年3月）[18]
- BOOK ACT FINAL「僕らは人生で一回だけ魔法が使える」（2024年2月）[19]
- クオッカーズ「バンブー・サマー2024」（2024年3月）[20]
- フラガール -dance for smile-（2025年5月 - 6月） - 平山まどか 役[21][22]

### 映画
- ゼラチンシルバーLOVE（2009年3月）
- のんちゃんのり弁（2009年9月） - 永井小巻（中学時代） 役
- 戦慄迷宮3D THE SHOCK LABYRINTH（2009年10月） - 遠山美由 役
- ランウェイ☆ビート（2011年3月） - 宮本きらら 役
- 悪の教典（2012年11月） - 安原美彌 役
- Zアイランド（2015年5月） - セイラ 役[23]
- ソレダケ / that’s it（2015年5月） - 南無阿弥 役[24]

### テレビドラマ
- 探偵M（2009年10月28日、日本テレビ） - 玲 役
- チェイス〜国税査察官〜（2010年4月 - 5月、NHK） - 春馬鈴子 役
- ビート（2011年2月13日、WOWOW） - タエ 役
- 金魚倶楽部（2011年7月 - 10月、NHK） - 木田香代子 役
- ぼくの夏休み（2012年7月 - 8月、東海テレビ） - 五十嵐ちえ子 役
- Piece（2012年10月 - 12月、日本テレビ） - 折口はるか 役
- ビブリア古書堂の事件手帖（2013年1月 - 3月、フジテレビ） - 小菅奈緒 役
- 35歳の高校生（2013年4月 - 6月、日本テレビ） - 山下愛 役
- 吉原裏同心 第1話（2014年6月26日、NHK） - 初音 役

### 配信ドラマ
- 極悪女王（2024年9月19日、Netflix）- ジャガー横田 役[25][26]

### ラジオドラマ
- 青春アドベンチャー（NHK-FM）
  - 当面の間、変身します（2021年）
  - 『かがみ池のからくり』（2022年2月7日 - 18日）[27] - 鏡タマネ 役

### テレビ番組
- 日本怪談百物語 その弐（2010年8月15日、NHK） - 語り手
- YELL〜こころからこころへ声を繋ぐ〜（2011年6月 - 7月、BS-TBS） - ナレーション

### CM
- NOVA（2005年）
- セガトイズ サウンドキャリア サウンドキャリア・ネオ（2006年）
- フレンテ ピンキー（2007年）

### ミュージックビデオ
- 藍坊主「ウズラ」（2005年3月）
- EXILE「I Believe」（2007年11月）

### その他
- EXILE「today...」（2012年1月） - 台詞

## 受賞歴
- 第30回高崎映画祭 最優秀新人女優賞『ソレダケ / that's it』（2016年）